# The Moon
Pour plus de détails, voir Fiche technique et Distribution.
The Moon (hangeul : 더 문 ; RR : Deo mun ; litt. « La lune ») est un film sud-coréen réalisé par Kim Yong-hwa, sorti en 2023.

## Synopsis
En 2030, le projet de l'exploration habitée sur la Lune a remarquablement progressé. L'astronaute Hwang Seon-woo (Do Kyung-soo), s'est piégé seul sur la Lune en plein espace au-delà de 384 000 km à la suite d'un accident, et Kim Jae-gook (Sol Kyung-gu), ancien chef de la base spatiale, tente de le sauver. La directrice générale de la NASA, Moon-yeong (Kim Hee-ae), cache un secret…

## Fiche technique
Sauf indication contraire ou complémentaire, les informations mentionnées dans cette section peuvent être confirmées par la base de données de KMDb
- Titre original : 더 문
- Titre anglophone et francophone : The Moon
- Réalisation : Kim Yong-hwa
- Scénario : Kim Yong-hwa et Park Hee-gang
- Musique : Lee Jae-hak[1]
- Direction artistique : Hong Joo-hee
- Costumes : Jo Sang-gyeong
- Photographie : Kim Yeong-ho[6]
- Son : Choi Tea-young
- Montage : Jeong Ji-eun
- Production : Choi Jee-seon et Kim Yong-hwa
- Sociétés de production : Blaad Studio[2],[3] et CJ ENM Studios[4]
- Société de distribution : CJ ENM
- Budget : 28,6 milliards de wons[7],[8]
- Pays de production :  Corée du Sud
- Langue originale : coréen
- Genre : science-fiction, drame
- Durée : 129 minutes
- Dates de sortie[9] :
  - Corée du Sud : 2 août 2023
  - France :  4 novembre 2023 (Utopiales)[10] ; 6 février 2024 (vidéo à la demande)[11]

## Distribution
- Do Kyung-soo : Hwang Seon-woo, astronaute coréen
- Sol Kyung-gu : Kim Jae-gook, ancien chef de la base spatiale
- Hong Seung-hee (en) : Kang Han-byeol, stagiaire de Kim Jae-gook
- Kim Hee-ae (en) : Yoon Moon-young / Jennifer, directrice générale de la NASA et ex-femme de Kim Jae-gook
- Park Byung-eun (en) : Jeong Min-gyu, chef de la base spatiale
- Jo Han-chul : le ministre de la Science & ICT (en)
- Choi Byung-mo (en) : Oh Kyu-seok, le vice-ministre
- Choi Jung-woo (en) : le Président de la république de Corée
- Lee Sung-min (en) : Hwang Gyoo-tae, père de Hwang Seon-woo
- Kim Rae-won : Lee Sang-won, coéquipier de Hwang Seon-woo
- Lee Yi-kyung : Jo Yoon-jong, coéquipier de Hwang Seon-woo

## Production

### Développement
En juin 2018, Kim Yong-hwa lance un nouveau défi sur l'espace, en tant que scénariste, producteur et réalisateur, avec son prochain film de science-fiction à gros budget, déjà intitulé The Moon — alors titre provisoire, un genre complètement éloigné des deux premiers volets Along With the Gods (신과함께, 2017-2018), dont le scénario est déjà en préparation,. Le budget étant « 28 milliards won, ce n'est pas un petit budget, mais un gros budget. ». Le réalisateur « espère pouvoir expérimenter l'espace de l'univers de manière réaliste au grand écran à l'audiovisuel, et espère qu'avec émotion, ce sera une œuvre qui pourrait réconforter les spectateurs vivant des temps difficiles. ». En novembre, il déclare que « les États-Unis et la Chine sont intéressés » par son film. Il est produit par Blaad Studio, ,, et CJ ENM Studios.
En mai 2020, le tournage prévoit dans le premier semestre de l'année suivante, en attendant que Do Kyung-soo ait fini son service militaire en fin janvier 2021.
Début février 2021, Kim Yong-Hwa annonce que le tournage et les effets spéciaux utiliseraient le format 4K pour offrir au public une qualité d’image haute résolution, et The Moon sera le second film après Parasite (기생충, 2019) de Bong Joon-ho ayant utilisé cette méthode en Corée du Sud. En mai, le Blaad Studio signe un contrat de 6 milliards de wons pour emprunter quelques matériels de Dexter Studio, société spécialisée dans les effets spéciaux visuels, afin de créer un nouvel univers du film. Dexter Studios lance leur premier studio de production virtuel baptisée D1 à Paju, en Gyeonggi, dont The Moon est leur premier long métrage.
Hong Joo-hee, le directeur artistique, a étudié les dessins du lanceur spatial Apollo et les plans de différents engins spatiaux habités afin de créer un vaisseau spatial pour le film, en ajoutant des matériaux réellement utilisés par la NASA, dont les panneaux LED internes, les graphiques et les interrupteurs.
Jo Sang-gyeong, costumière, a fait des recherches sur de nombreux articles et de vidéos avant de créer 13 combinaisons spatiales en soie.

### Attribution des rôles
|  |

En octobre 2020, le réalisateur Kim Yong-hwa confirme l'engagement de Sol Kyung-gu et Do Kyung-soo dans les rôles principaux : l'un tente sauver l'autre seul, coincé, en plein espace à la suite d'un accident,,. Le personnage de Do Kyung-soo est inspiré du Sud-Coréo-Américain Jonny Kim, « le premier astronaute de la NASA et l'un des astronautes responsables du programme Artemis, une mission d'exploration de la lune et de Mars », précise le réalisateur.
En février 2021, Kim Hee-ae les rejoint pour interpréter Moon-yeong, directrice générale de la station spatiale de la NASA. En mai, Jo Han-chul se joint à l'équipe.

### Tournage
Le tournage commence le 6 juin 2021, au studio D1 à Paju, en Gyeonggi,,. Au bout de quatre mois, il s'achève le 12 octobre.

### Musique
La musique du film est composée par le chanteur Lee Jae-hak — du groupe du rock moderne Loveholics (러브홀릭스), dont la bande originale 더 문 OST est sortie le 2 août 2023 par le label Genie Music (en) (지니뮤직), accompagnée de la chanson The Moon qui est interprétée par ce chanteur et Haram (ko) :
1. Prologue (3:05)
2. Solar Wind (2:14)
3. Wild Pig (1:40)
4. Jaegook & Sunwoo Meeting (9:06)
5. Sunwoo′s Decision (3:11)
6. Lunar Contact (4:38)
7. The Moonwalker (3:49)
8. Moonyoung’s Dilemma (5:50)
9. Meteor Shower (10:28)
10. Sunwoo Crash (5:16)
11. Jaegook Despair (1:46)
12. Sunwoo the Survivor (7:55)
13. Jaegook & Sunwoo Confession (6:39)
14. Drone Landing (8:59)
15. The End (5:32)
16. The Moon (avec KiTak) – Lee Jae Hak et Haram (3:10)

## Accueil

### Sorties
Le 4 mai 2023, une affiche et une bande annonce sont révélées, annonçant que le film sortirait le 2 août 2023 dans les salles obscures en Corée du Sud. Le 26 juin, le distributeur CJ ENM annonce que les droits de distribution du film ont été vendus dans 155 pays et régions, tels qu'entre autres, les États-Unis, le Canada, le Singapour, les Philippines, l'Australie, la Nouvelle-Zélande, l'Allemagne et l'Espagne.
En France, il est projeté le 4 novembre 2023 au festival Utopiales, à Nantes. Il sort le 6 février 2024 à la vidéo à la demande.

### Box-office
Au premier jour de sa sortie, The Moon se classe au troisième rang du box-office sud-coréen, avec 89 235 spectateurs, soit 121 135 en cumul. Quatre jours après, il compte 63 387 spectateurs de plus, dont 360 944 en tout, un échec qui entraîne la déception du réalisateur : « Pour être honnête, j'ai l'impression que le public ne l'apprécie moins que je ne le pensais ». Une semaine passée, la cumul ne dépasse pas les 500 000, et pour équilibre le budget du film étant 28 milliards won, il doit dépasser les 6 millions spectateurs. Le 17 août, il se trouve au treizième rang du box-office avec 1 444 spectateurs (500 758 au total), et « la course est donc pratiquement terminée ».

### Critiques
Le chroniqueur Jeong Deok-hyeon d'Entermedia (엔터미디어) souligne que ce film « est loin d'être considéré comme une simple nouvelle vague », mais Kim Joo-hee de Newsverse précise que « les effets visuels sont éblouissants, mais le scénario est « mauvais ». ».